# Pod Drdolem
Pod Drdolem je přírodní památka jihovýchodně od obce Želechovice nad Dřevnicí, poblíž města Zlín v okrese Zlín. Důvodem ochrany je lokalita vstavače bledého (Orchis pallens).

## Galerie

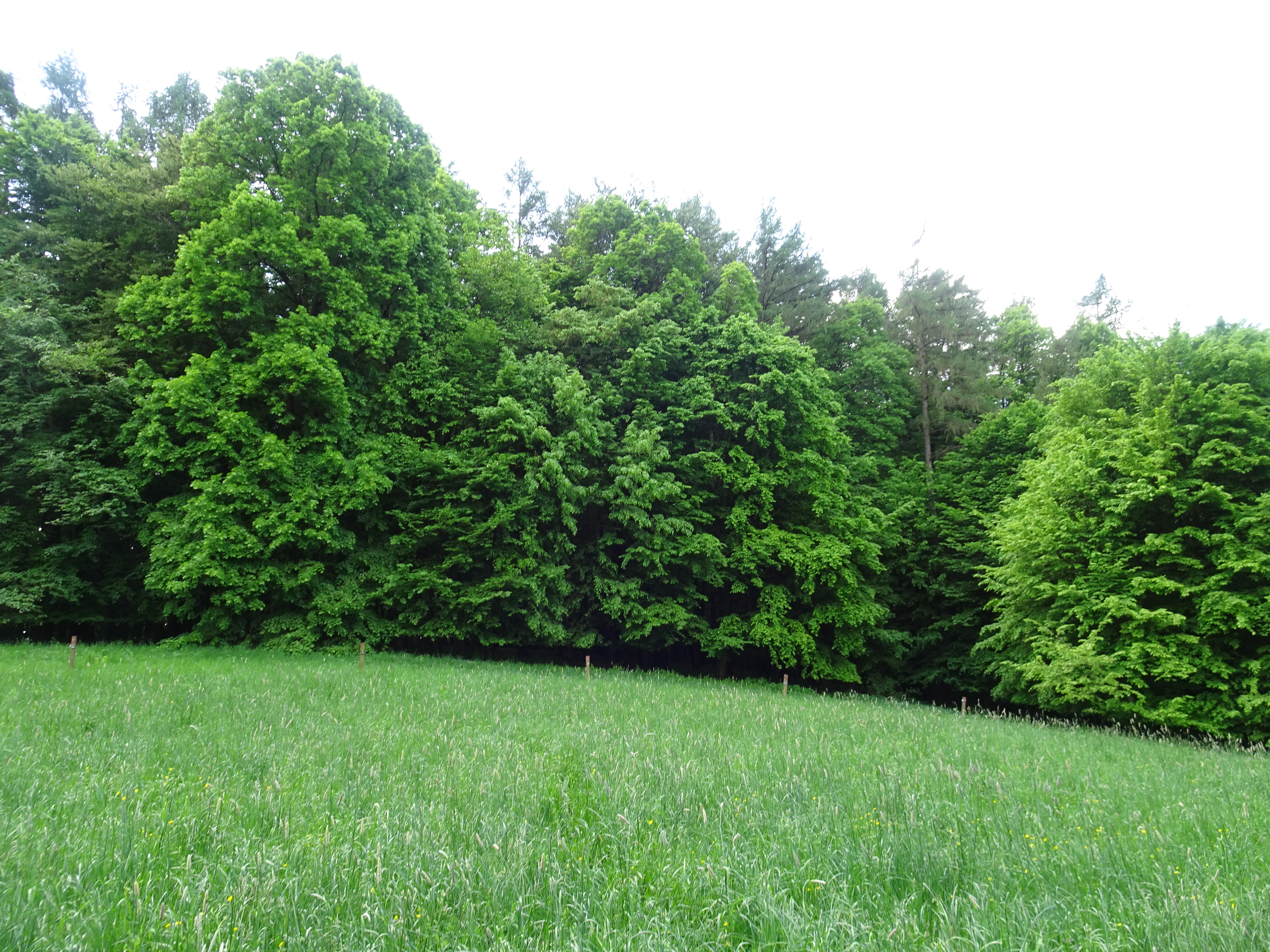
Okraj lesa s lokalitou výskytu vstavače bledého
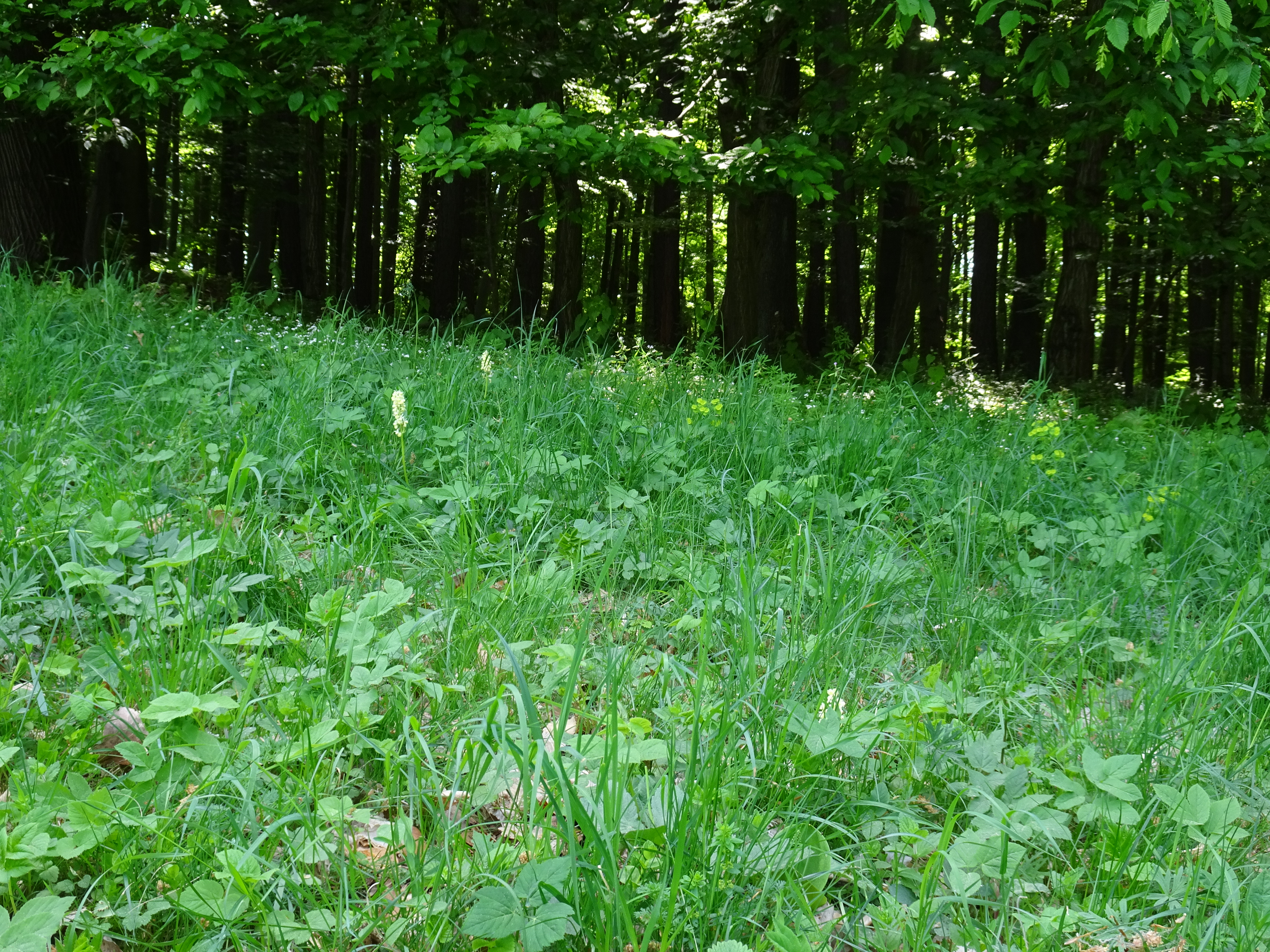
Okraj lesa se vstavači
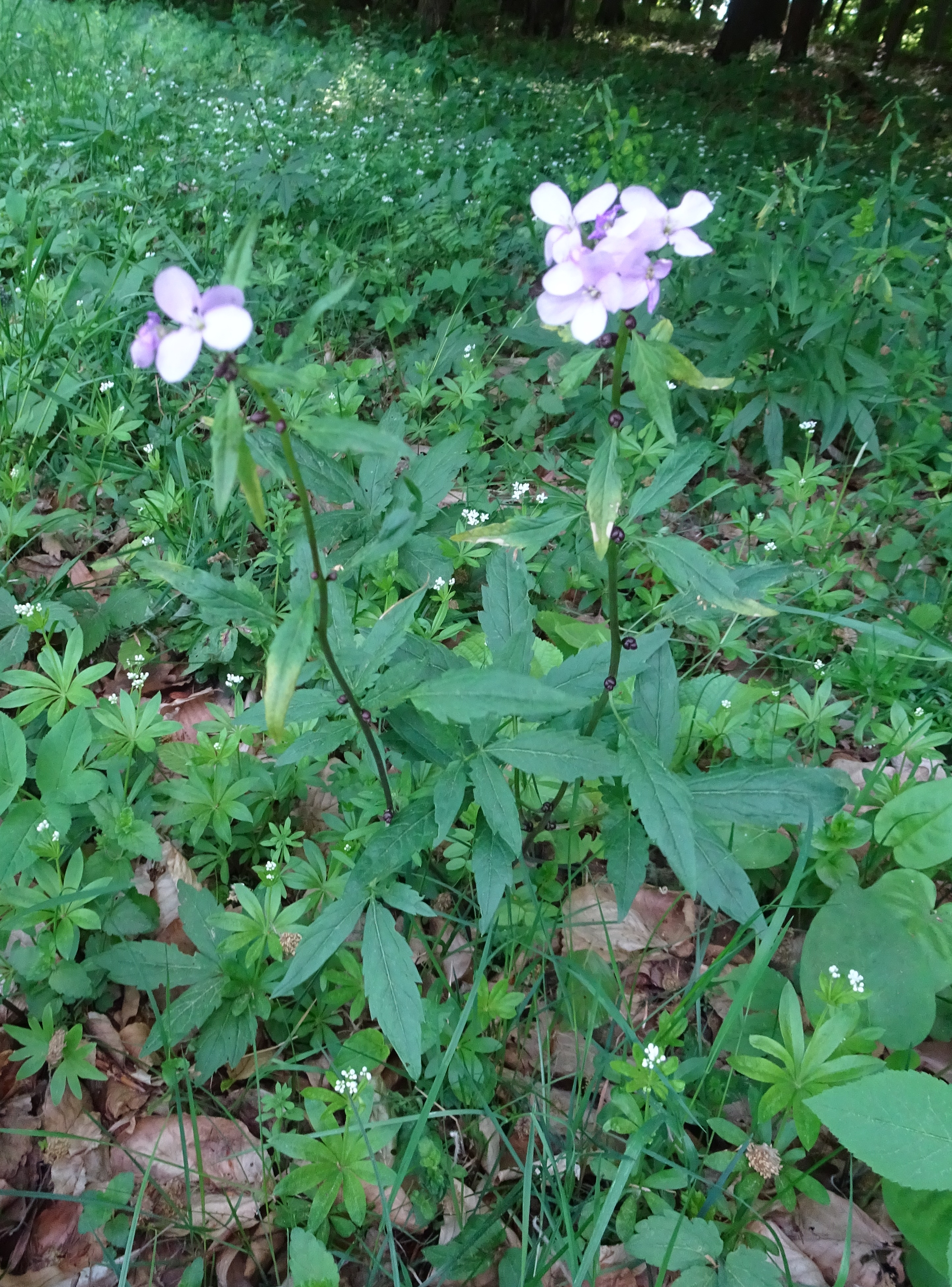
Kyčelnice cibulkonosná